# Falcatifolium
Falcatifolium — рід хвойних рослин родини подокарпових.
лат. falcis — «серп», лат. folia — «листя».

## Поширення, екологія
Малезія: півострів Малайзія, Борнео, Сулавесі, Філіппіни, Малуку, Нова Гвінея; пд.-зх. Океанія: Нова Каледонія.

## Опис
Це дводомні вічнозелені рослини, від чагарників до великих дерев до 36 метрів заввишки з тонкою, більш-менш гладкою коричневою корою, червонуватою і дещо волокнистою зсередини, яка лущиться на пластинки на більших екземплярах. Вільно і неправильно розгалужене. Листя спірально розміщене. Пилкові шишки циліндричні, поодинокі або згруповані. Насінини поодинокі, принасінники опухлі, червоні і м'ясисті, при дозріванні.